# Nate Erdmann
Pour les articles homonymes, voir Erdmann.
Nate Erdmann, né le 21 novembre 1973 à Fort Dodge dans l'Iowa, est un joueur américain de basket-ball. Il évolue au poste d'arrière.